# جون مكندلز تومسون
جون مكندلز تومسون (بالإنجليزية: John McCandless Thompson)‏ هو محامي وسياسي أمريكي، ولد في 4 يناير 1829 في بتلر في الولايات المتحدة، وتوفي في 3 سبتمبر 1903. حزبياً، نشط في الحزب الجمهوري. وقد انتخب عضو مجلس نواب بنسيلفانيا وانتخب عضو مجلس النواب الأمريكي.